# Kolumbie na Letních olympijských hrách 2004
Kolumbie se účastnila Letní olympiády 2004. Zastupovalo ji 53 sportovců (32 mužů a 21 žen).

## Medailisté
| Medaile | Jméno             | Sport      | Soutěž              |
| ------- | ----------------- | ---------- | ------------------- |
| Bronz   | Mabel Mosqueraová | Vzpírání   | ženy do 53 kg       |
| Bronz   | María Luisa Calle | Cyklistika | ženy bodovací závod |